# Gare de Lillestrøm
La gare de Lillestrøm se situe dans le centre-ville de Lillestrøm en Norvège. C'est un nœud ferroviaire qui allie à la fois plusieurs lignes locales, des lignes régionales et une ligne grande vitesse.

## Situation ferroviaire
La gare se situe à 20,95 km d'Oslo et à 109 mètres d'altitude. Elle est située entre la halte ferroviaire ouverte de gare de Sagdalen et la halte ferroviaire fermée de Lundsovergangen.

## Histoire

### Les différents bâtiments
La gare est inaugurée en même temps que la Hovedbanen, la première ligne de chemin de fer norvégienne. Le bâtiment se trouve à l'ouest de la rivière Nitelva. Il est conçu par les architectes Heinrich Ernst Schirmer et Wilhelm von Hanno. Le bâtiment sera détruit en 1987.
L'ouverture de la seconde ligne de chemin de fer, la Kongsvingerbanen, en 1862, entraîne le déménagement de la gare en 1863. C'est à cet emplacement que se trouve la gare actuelle. Le bâtiment sera détruit vers 1930 et un nouveau bâtiment, conçu par l'architecte Gudmund Hoel est inauguré en novembre 1934.
L'ouverture de la Gardermobanen, en 1998, s'accompagne de l'inauguration d'un nouveau bâtiment conçu par Arne Henriksen. La nouvelle gare est située juste à côté de l'ancienne.

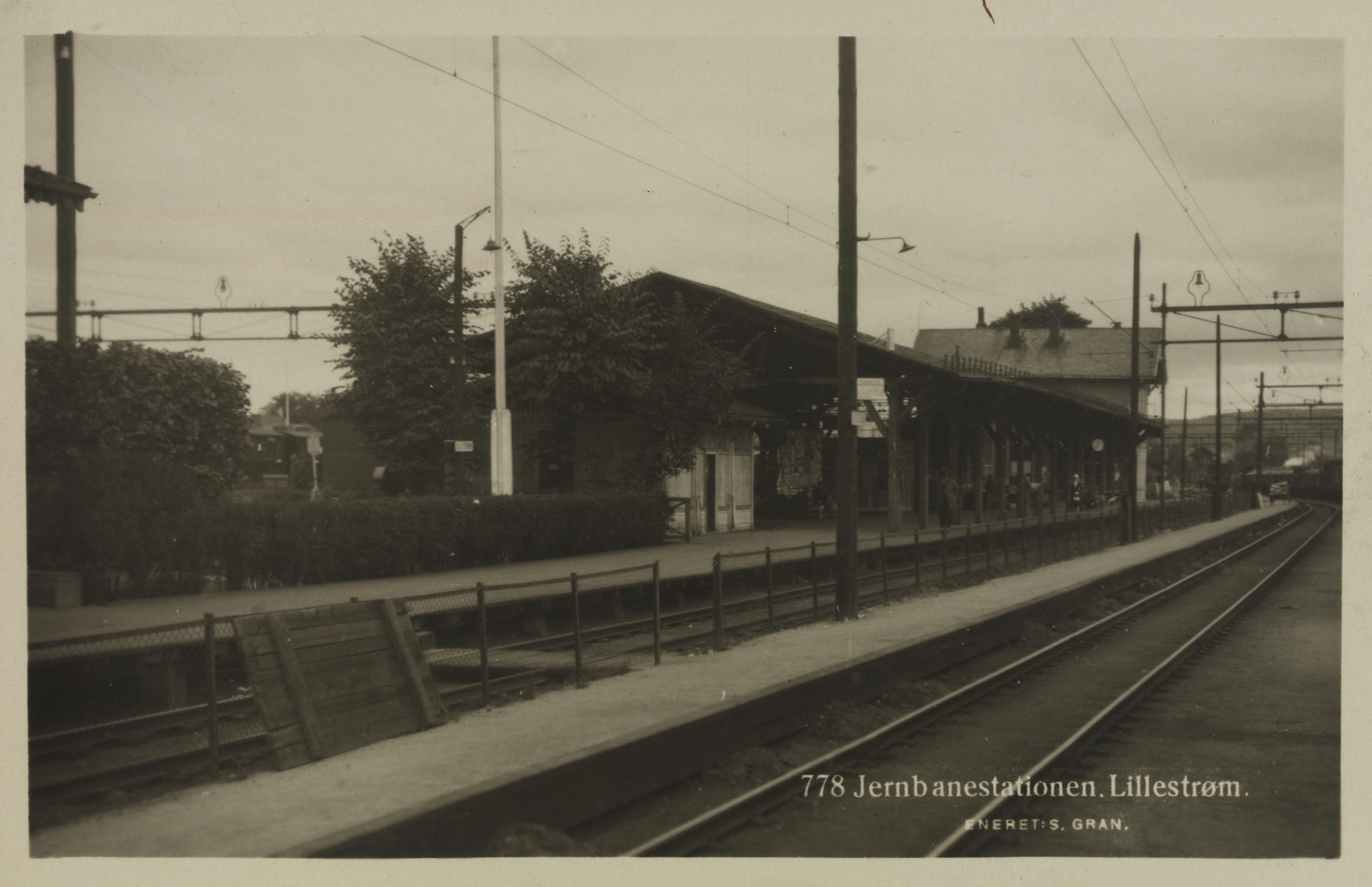
Le second bâtiment de la gare, de 1862 à 1930.
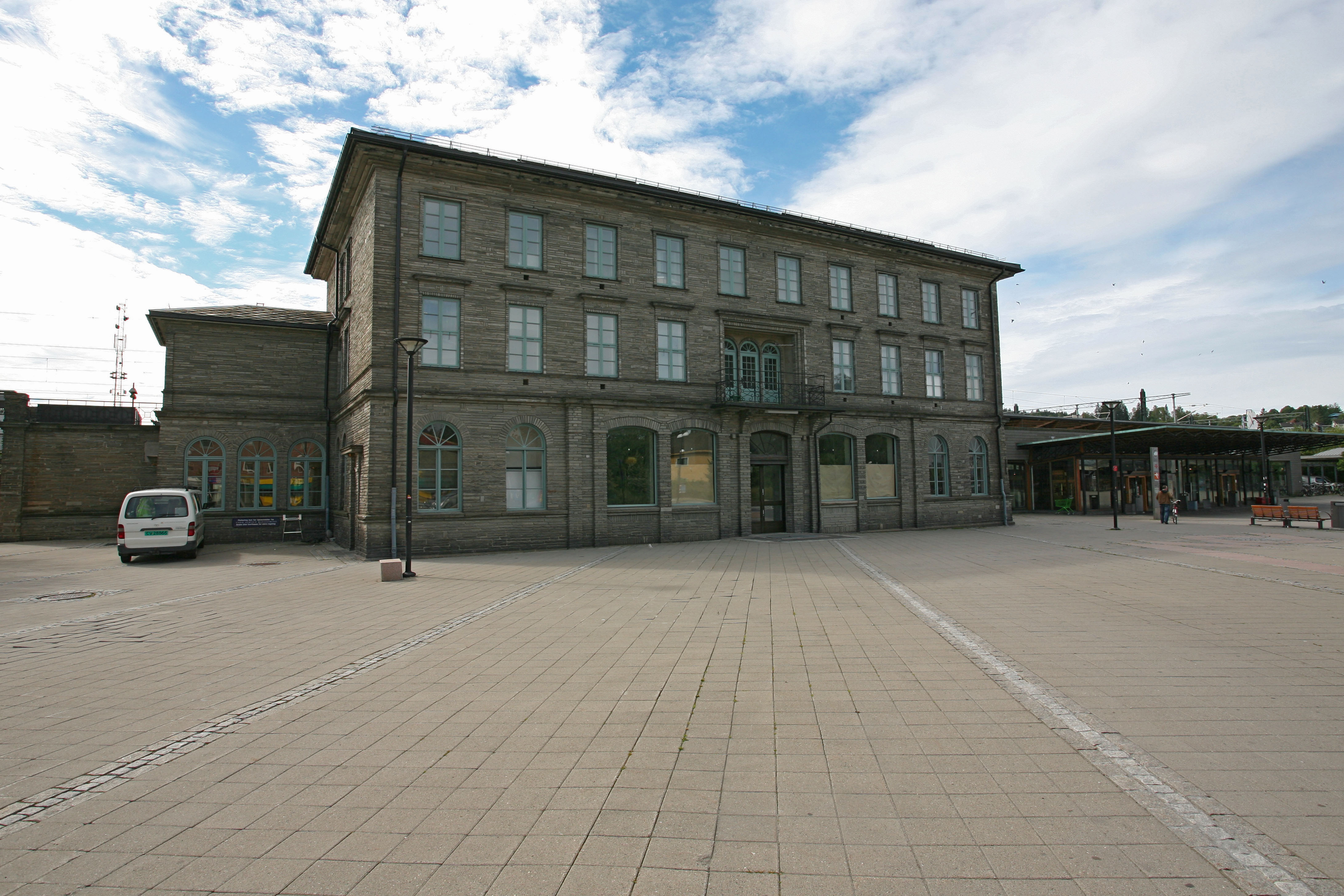
Le troisième bâtiment de la gare, de 1934 à 1998.
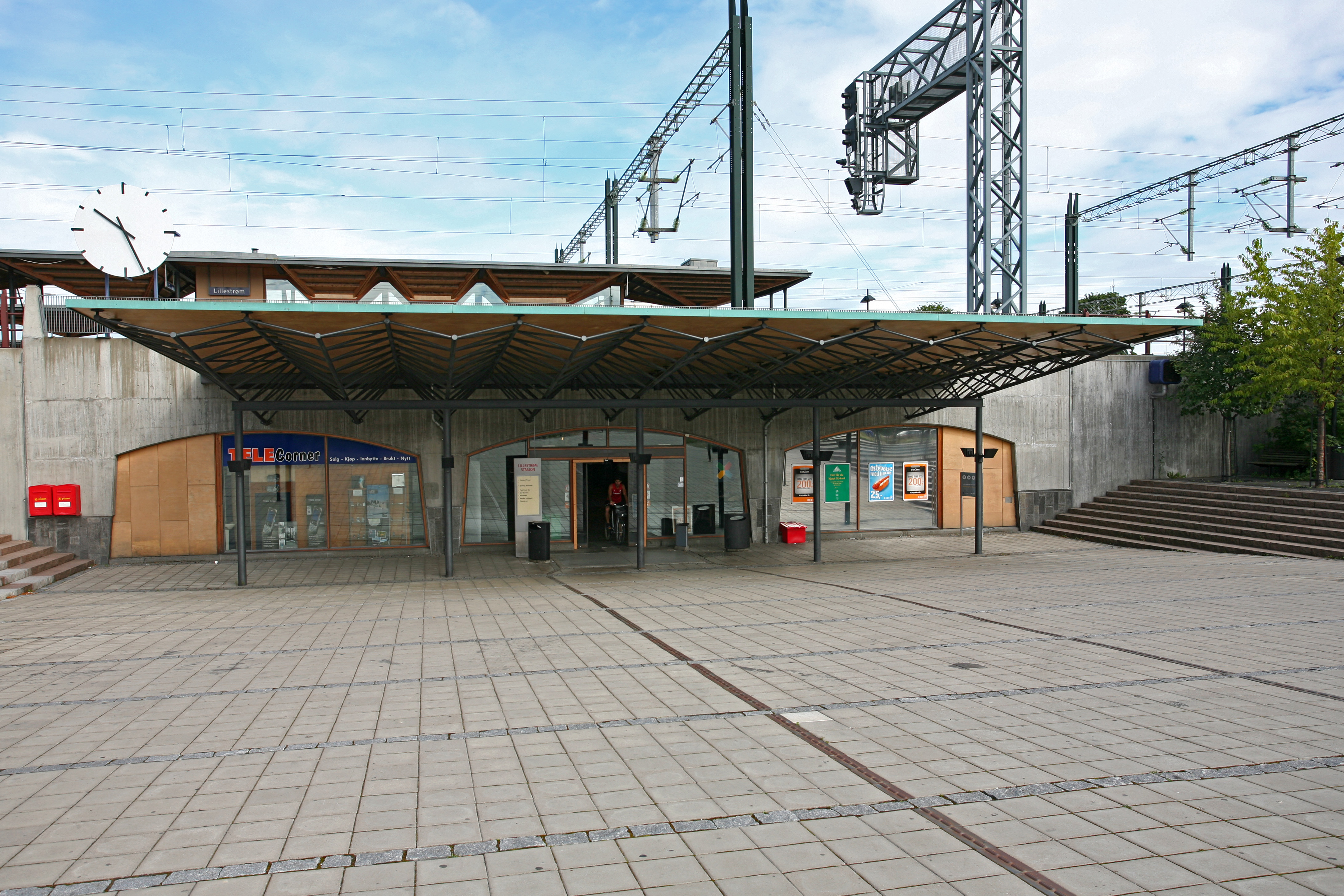
Le nouveau bâtiment de 1998.

### Accident du 5 avril 2000
Le 5 avril 2000, deux trains de marchandises entrent en collision dans la gare. L'un des convois avait des wagons chargés de propane (104 tonnes). L'incendie des wagons va entraîner l'évacuation de 2 000 personnes,,.

## Service des voyageurs

### Accueil
La gare compte un parking de 474 places (dont 2 pour les personnes à mobilité réduite). Pour les vélos, il y a deux «hôtels à vélo» (sykkelhotell) : le premier compte 394 places, le second 412 places.
La gare compte un kiosque, des boutiques, un guichet pour effectuer le change de son argent, un service de consigne, une salle d'attente ouverte tous les jours et fermée exclusivement de 2 à 4 heures du matin.
Pour les personnes à mobilité réduite, en plus des ascenseurs et des rampes d'accès habituelles, existe un service personnalisé d'assistance.

### Dessertes
La gare est un nœud ferroviaire desservi par des trains grandes et moyennes distances et par quatre lignes locales.
Longue distance :
- 21 : Oslo-Trondheim

Moyenne distance :
- R10 : Drammen-Oslo-Lillehammer
- R11 : Skien-Oslo-Eidsvoll
- F2 : Drammen-Oslo-Aéroport d'Oslo

Trafic local :
- L1 : Spikkestad-Oslo-Lillestrøm
- L12 : Kongsberg-Oslo-Eidsvoll
- L13 : Drammen-Oslo-Dal
- L14 : Asker-Oslo-Kongsvinger

### Intermodalités

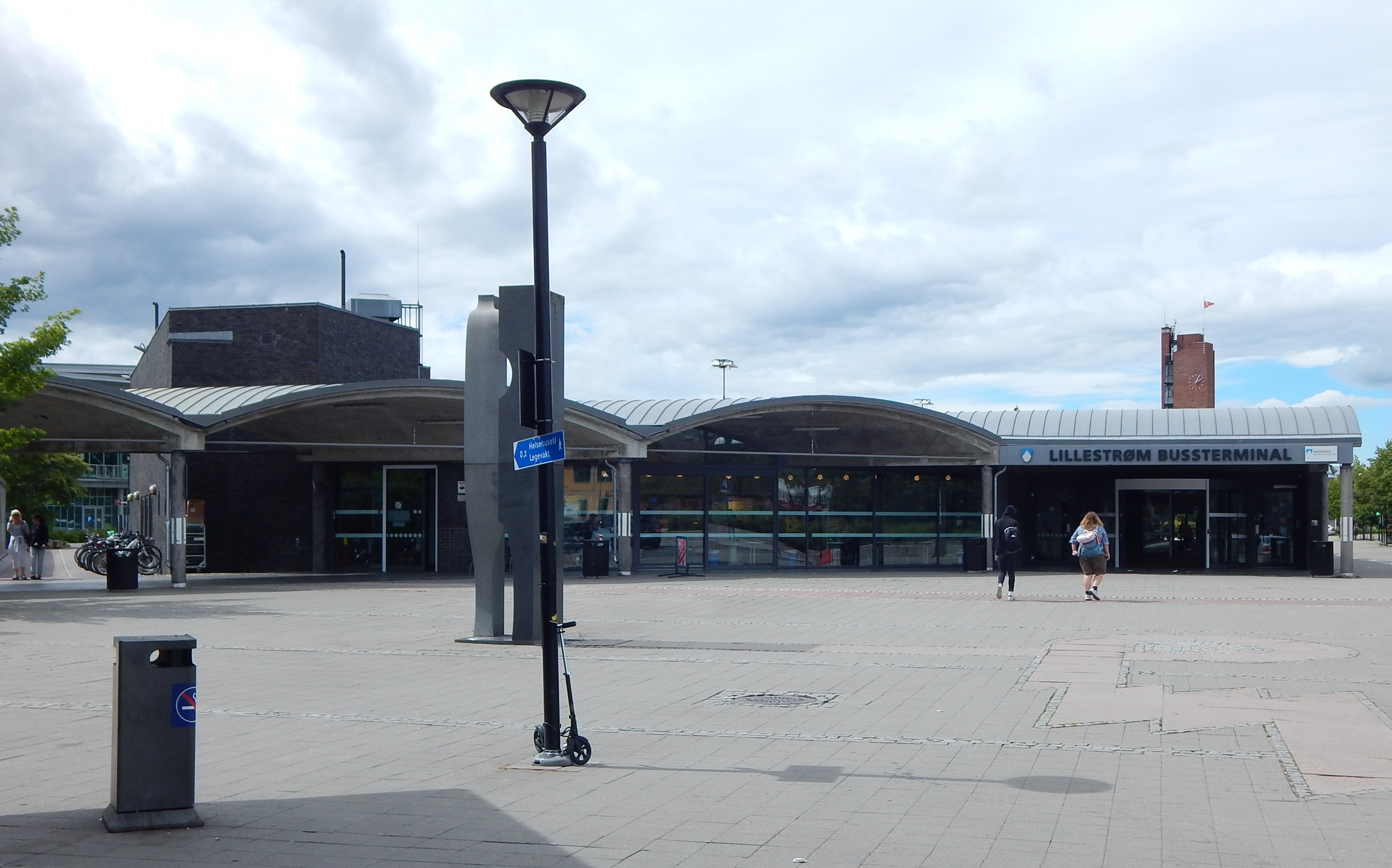
La gare routière.

Une station de taxi est située à la sortie de la gare.
En face de la gare se trouve la gare routière desservie par de nombreux bus. On compte 15 000 passagers par jour qui passent par la gare routière de Lillestrøm.
L'aéroport d'Oslo-Gardermoen est à 8–10 minutes de la gare.
| Gare précédente |                        |                              |                        | Gare suivante   |
| --------------- | ---------------------- | ---------------------------- | ---------------------- | --------------- |
| Oslo S          | Ligne de Gardermoen    | Ligne de Gardermoen          | Ligne de Gardermoen    | Kløfta          |
| Sagdalen        | Hovedbanen             | Hovedbanen                   | Hovedbanen             | Leirsund        |
| Terminus        | Ligne de Kongsvinger   | Ligne de Kongsvinger         | Ligne de Kongsvinger   | Tuen            |
| Gare précédente | Trains longue distance | Trains longue distance       | Trains longue distance | Gare suivante   |
| Oslo S          | 21                     | Oslo S–Trondheim S           |                        | Aéroport d'Oslo |
| Oslo S          | 70                     | Oslo S–Stockholm C           |                        | Sørumsand       |
| Gare précédente | Trains régionaux       | Trains régionaux             | Trains régionaux       | Gare suivante   |
| Oslo S          | R10                    | Drammen–Oslo S–Lillehammer   |                        | Aéroport d'Oslo |
| Oslo S          | R11                    | Skien–Oslo S–Eidsvoll        |                        | Aéroport d'Oslo |
| Gare suivante   |                        |                              |                        | Gare précédente |
| Oslo S          | F2                     | Drammen–Aéroport d'Oslo      |                        | Aéroport d'Oslo |
| Gare précédente | Trains de banlieue     | Trains de banlieue           | Trains de banlieue     | Gare suivante   |
| Sagdalen        | L1                     | Spikkestad–Oslo S–Lillestrøm |                        | Terminus        |
| Oslo S          | L12                    | Kongsberg–Oslo S–Eidsvoll    |                        | Aéroport d'Oslo |
| Oslo S          | L13                    | Drammen–Oslo S–Dal           |                        | Leirsund        |
| Oslo S          | L14                    | Asker–Oslo S–Kongsvinger     |                        | Tuen            |